# P/2019 A1 (PANSTARRS)
P/2019 A1 (PANSTARRS) — короткоперіодична комета із сім'ї Юпітера. Відкрита 3 січня 2019 року; була 20.5m на час відкриття.